# Haruna Matsumoto
Haruna Matsumoto (松本 遥奈, Matsumoto Haruna), née le 26 juillet 1993 à Sapporo , est une snowboardeuse japonaise. En 2017, elle remporte la médaille d'argent en snowboard halfpipe lors des championnats du monde. Elle fait partie de l'équipe olympique japonaise pour l'épreuve de Half-pipe lors des jeux olympiques d'hiver de 2018. Elle termine en 6e position.